# Blister

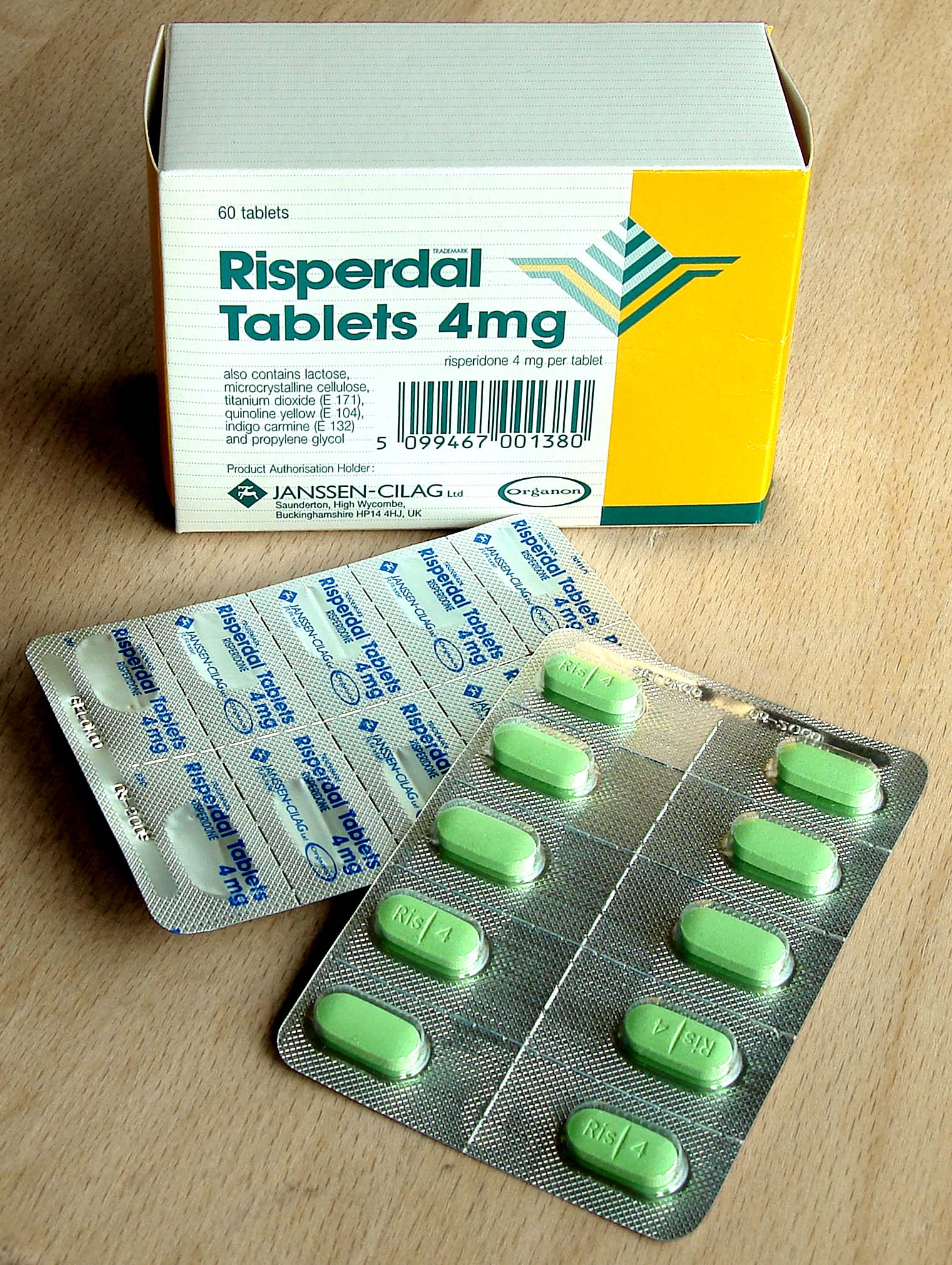
Compresse in un blister

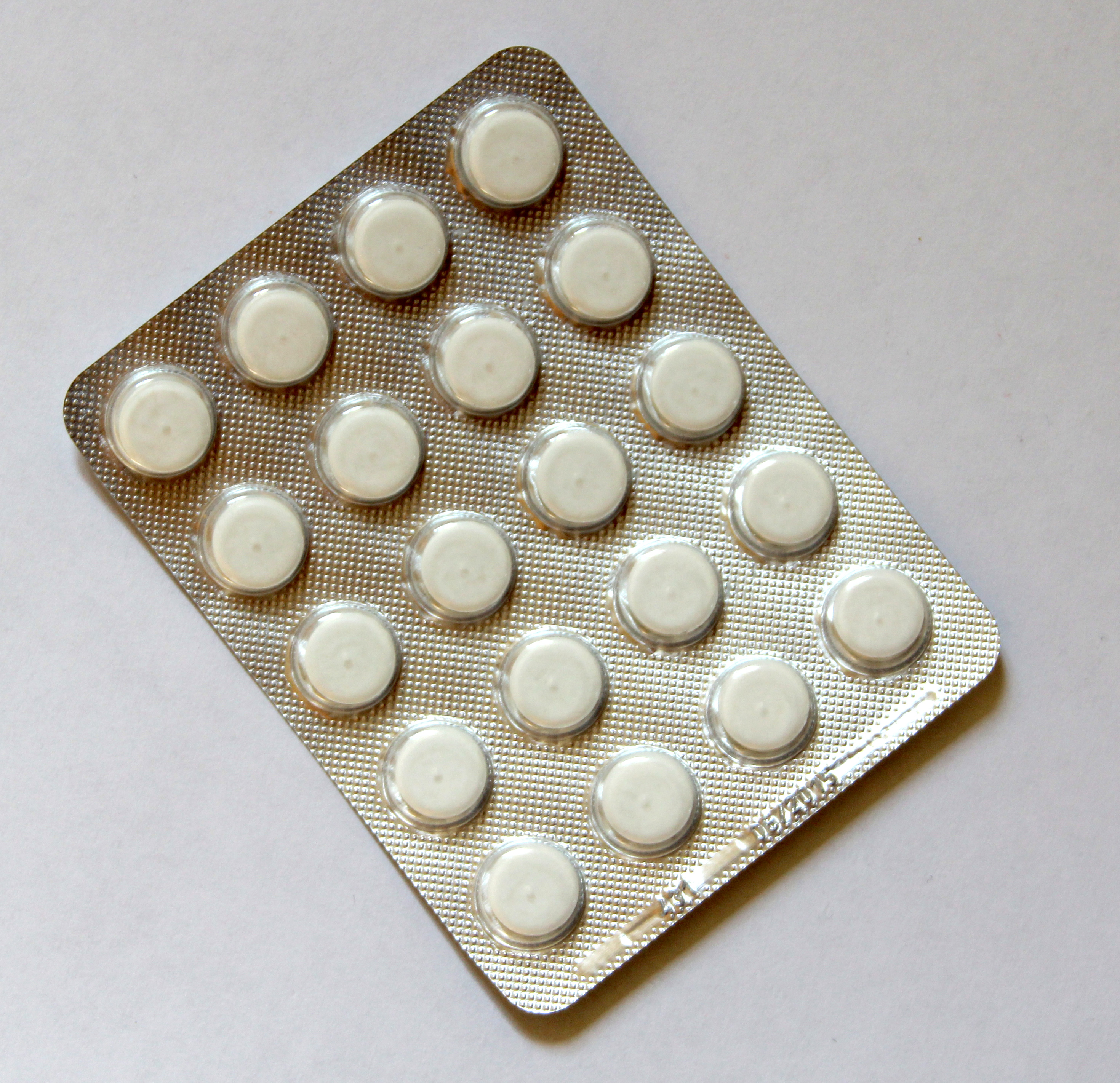
Compresse in un blister

Il blister o portacompresse è un termine utilizzato per diversi tipi di confezioni in plastica precostruite e utilizzate come contenitori di piccoli oggetti. Per le sue caratteristiche di leggerezza, maneggiabilità e protezione del contenuto, determinati tipi di blister vengono utilizzati come contenitori monodose di farmaci.

## Caratteristiche
Le due componenti principali del blister sono la cavità costituita da un materiale sufficientemente deformabile come plastica e alluminio, ottenuta tramite il riscaldamento del materiale nella fabbrica oppure per mezzo di strumenti meccanici, e l'opercolo (ossia il coperchio), di carta, plastica o alluminio sfondabile. La cavità contiene, di norma, il prodotto, mentre sul coperchio sono riportate, in particolar modo per le medicine, informazioni sul produttore e sul contenuto. Il blister si apre - definitivamente - premendo con un dito contro la cavità deformabile: la pressione, esercitata dal dito, tramite l'oggetto contenuto, sul coperchio, sfonda il medesimo, permettendo la fuoriuscita del prodotto.
Negli pneumatici il "blister" è un deterioramento dovuto al superamento dei valori termici peculiari degli stessi (ad esempio, quando viene mantenuta una velocità del mezzo superiore a quella delle normali specifiche del copertone, utilizzo estivo di pneumatici "invernali" per lunghi tragitti autostradali a velocità elevata, oppure in casi di assetti fuori parametro o di guida spiccatamente sportiva). Evidenti segni di "blister", oltre a limitare in modo irreversibile le doti di "grip" sia in tenuta laterale che in frenata/accelerazione, significano che lo pneumatico è stato utilizzato ben oltre le sue normali capacità fisico/dinamiche. Pertanto, per ovvi motivi di sicurezza, è consigliabile la sua sostituzione. Il "blister" è facilmente riconoscibile, in quanto la parte centrale/esterna del battistrada appare "sgranata" o "squamata" con dei piccoli pezzi di gomma.

## Uso farmaceutico
I blister sono comunemente utilizzati come unità di misura per le compresse farmaceutiche, le pillole e altre specialità medicinali. Il principale vantaggio nell'utilizzo di questo sistema logistico è la sicurezza dell'integrità del prodotto, che risulta garantita (è difficile manomettere dopo il confezionamento il prodotto contenuto nella cavità senza rompere irrimediabilmente il coperchio del blister) e la possibilità di visualizzare e tener conto facilmente delle dosi prese e di quelle ancora dentro la confezione. La confezione, inoltre, può riportare la data di scadenza del prodotto e altre informazioni utili.
In farmacia i blister con le specialità medicinali vengono prodotti dalla stessa casa farmaceutica che li utilizzerà, o da un'azienda designata, riempiti del medicinale opportuno e chiusi da una sola, medesima, macchina. Questo processo è chiamato blisterine.

## Usi generici
Altri usi del blister si trovano nel confezionamento di prodotti comuni, come giocattoli, spazzolini da denti, cosmetici e componenti hardware. La comodità consiste nella possibilità, da parte del cliente, di prendere visione del contenuto, tramite la cavità del blister in materiale trasparente, comunemente PVC.

### Sicurezza
Mentre per le specialità mediche come le pastiglie è essenziale la possibilità di aprire la confezione velocemente e senza eccessiva fatica, determinati tipi di blister possono essere utilizzati per impedire l'apertura della confezione. È il caso dei "blister a conchiglia", utilizzati soprattutto per contenere prodotti di discreto valore sufficientemente piccoli da poter essere trafugati, nascondendoli alla vista del personale dei negozi (pratica definita anche come taccheggio). Utilizzati soprattutto per i videogiochi la cui distribuzione avvenga tramite supporto fisico e in generale per materiali elettronici, i blister a conchiglia sono formati da due parti in PVC di forma opportuna, saldate tra di loro e tali da produrre una confezione resistente da non poter essere aperta con le sole mani, ma richiedente l'ausilio di forbici o altri strumenti da taglio.

## Produzione

### Tramite alte temperature
Nel caso di produzione delle confezioni blister tramite alte temperature, una pellicola termoplastica avvolta su di una bobina è srotolata e condotta in una "stazione di preriscaldamento", dove viene portata ad una temperatura variabile a seconda del materiale utilizzato, rendendo la plastica malleabile. La plastica calda viene successivamente condotta in una seconda stazione dove, tramite uno stampo ad alta pressione (tra 4 e 8 bar), forma le varie cavità. Dopo questa operazione la plastica viene raffreddata e lo stampo rimosso, in modo che la forma rimanga impressa sulla pellicola.

### Processo a freddo
Nel caso di produzione a freddo, una pellicola a base di alluminio viene pressata su uno stampo. Questi blister sono chiamati in gergo tecnico "CFF" (dall'inglese Cold Form Foil, lamina formata a freddo).
Il vantaggio dei CFF deriva dall'utilizzo dell'alluminio, che offre una completa protezione del contenuto dall'acqua e dall'ossigeno. Gli svantaggi sono una minore velocità di produzione dei blister, se confrontata con quelli prodotti tramite le alte temperature, la perdita di trasparenza della confezione e la grandezza della confezione blister, poiché l'alluminio non può essere deformato con angoli che si avvicinino a 90°.

## Materiali usati in ambito farmaceutico

### PVC
Il materiale più utilizzato in ambito farmaceutico per i blister è il polivinilcloruro. I principali vantaggi del PVC sono il basso costo e la possibilità in produzione di usare alte temperature. Per contro, il PVC forma una barriera debole per l'umidità e l'ossigeno e ha una cattiva connotazione ambientale per il suo contenuto di cloro. Nel caso di blister farmaceutici, il PVC non deve contenere nessun plastificante e talvolta è indicato come PVC rigido o RPVC. In assenza di plastificanti, i blister offrono una buona rigidità strutturale e protezione fisica per le dosi farmaceutiche contenute; d'altra parte la cavità deve poter essere compressa, per liberare il contenuto, senza che si rompa o che la pressione da esercitare sia troppo elevata. Per questi motivi lo spessore di PVC utilizzato è generalmente compreso tra 0,2 mm e 0,3 mm.